# Dietrich Habeck
Dietrich Habeck (* 6. März 1925 in Stettin; † 22. Dezember 2007 in Templin) war ein deutscher Mediziner.

## Leben
Habeck war Sohn eines Altphilologen und Oberstudienrates. Aufgewachsen ist er in Kolberg und Köslin in Pommern. Nach der Konfirmation im Frühjahr 1940 wurde er von der Gestapo vernommen, die im August 1941 Anklage gegen Habeck wegen "staatsfeindlicher Umtriebe" erhob, weil er Mitglied eines Bibelkreises war. Seine Strafe war relativ mild. Sein Vater wurde jedoch zur Strafe nach Pasewalk versetzt. Nach dem Abitur im Jahre 1943 wurde Habeck zum Arbeitsdienst und am 28. Juli 1943 zur Wehrmacht eingezogen, wo er als Tornisterfunker diente. Nach dem Krieg geriet er zunächst in amerikanische, später in französische Gefangenschaft und wurde unter ständiger Lebensgefahr zum Räumen von Minenfeldern in der Normandie eingesetzt. Aus den Bewachern wurden Freunde. Habeck setzte sich deshalb stets für internationale Verständigung und Zusammenarbeit ein.
Im Frühjahr 1948 begann er in Münster das Studium der Medizin, wo er jedoch zunächst als Bauhelfer zum Wiederaufbau der Universität herangezogen wurde. Nach dem Physikum setzte er sein Studium in Freiburg im Breisgau fort. Er war im Jahre 1948 einer der Wiedergründer des Münsterschen Wingolf und wurde im Jahre 1951 auch Mitglied des Freiburger Wingolf. 1954 schloss er sein Studium in Freiburg im Breisgau ab und begann seine berufliche Tätigkeit an der Nervenklinik in Münster, wo er 1956 promoviert wurde und wo er sich 1967 in der Neurologie und Psychiatrie habilitierte.
Im Jahre 1971 wurde er zum Wissenschaftlichen Rat und Professor ernannt. 1971 übernahm er die Leitung der Abteilung für Epidemiologie und Information in der Psychiatrischen und Nervenklinik in Münster. Die Wahl zum Vorsitzenden des Ausschusses für Lehre und Studentische Angelegenheiten der Fakultät war der Beginn seines neuen Tätigkeitsfeldes der Umgestaltung des Medizinstudiums. Im Jahre 1977 wurde er zum Dekan der Medizinischen Fakultät gewählt.

## Werk
Habeck beschäftigte sich zunächst mit der Bedeutung der Eiweißkörper des Liquors, worüber er bis zum Jahre 1977 insgesamt 27 Arbeiten publizierte. Ab dem Jahre 1979 beschäftigte er sich überwiegend mit Ausbildungsfragen. Habeck erreichte eine Reduktion der Gruppengrößen und eine bessere Verknüpfung der vorklinischen und klinischen Ausbildung sowie eine größere Praxisorientierung. In den 80er Jahren bezog er außeruniversitäre Krankenhäuser in die Ausbildung ein und wurde Vater des sog. Münsteraner Modells.
Habeck war Vorsitzender der Gesellschaft für Medizinische Ausbildung und Mitarbeiter im Murrhardter Kreis.
Habeck wurde u. a. für seine Verdienste um die Aussöhnung mit Frankreich und Polen im Jahre 1985 das Bundesverdienstkreuz am Bande verliehen. Im Jahre 1986 wurde er von der Republik Frankreich zum Chevalier dans l’ Ordre des Palmes Académiques ernannt.

## Veröffentlichungen (Auswahl)
- Vergleichende papierelektrophoretische Untersuchungen von Blut- und Liquorproteinen als Beitrag zur Frage der Herkunft der Eiweißkörper in der Cerebrospinalflüssigkeit. Dissertation Münster 1956.
- Die Frankfurter Werkgemeinschaft e.V. als Beispiel eines Verbundsystems für psychisch kranke und behinderte Menschen : Ergebnisse u. Bericht d. wiss. Begleitung (November 1981 – April 1985) im Rahmen d. Modellverb. "Ambulante Psychiatr. u. Psychotherapeut./Psychosomat. Versorgung" d. Bundesministeriums für Jugend, Familie u. Gesundheit / Dietrich Habeck u. Karin Mertzlin. [Bundesministerium für Jugend, Familie u. Gesundheit ; Frankfurter Werkgemeinschaft e.V.] Frankfurt am Main 1986
- Reform der Ärzteausbildung : neue Wege in den Fakultäten. Berlin 1993

## Quelle
- Hans Renschler: Nachruf Professor Dietrich Habeck, gest. 22. Dezember 2007 GMS Z Med Ausbild 2008; 25(2): Doc79

| Personendaten    | Personendaten       |
| ---------------- | ------------------- |
| NAME             | Habeck, Dietrich    |
| KURZBESCHREIBUNG | deutscher Mediziner |
| GEBURTSDATUM     | 6. März 1925        |
| GEBURTSORT       | Stettin             |
| STERBEDATUM      | 22. Dezember 2007   |
| STERBEORT        | Templin             |